# Natalia Dolgorúkova
Natalia Borísovna Dolgorúkova (nacida Shereméteva) Ната́лия Бори́совна Долгору́кова (San Petersburgo, 1714 - Kiev, 1771), hija del conde Borís Sheremétev y una de las primeras escritoras rusas.
Nacida condesa, su vida fue bastante azarosa. En 1729 se casó con el príncipe Iván Dolgoruki, amigo íntimo del zar Pedro II. Pero a la muerte del zar y la llegada al trono del Imperio ruso de Ana Ioánnovna, el matrimonio fue deportado a Beriózovo, Siberia. Tras una denuncia y acusación de traición, su marido fue ejecutado en Nóvgorod mediante el procedimiento de la rueda en 1739. A ella se le permitió regresar a Moscú con los dos hijos habidos en el matrimonio.
Más tarde decidió trasladarse a Kiev, para ingresar en el Convento de la Ascensión Florovsky en 1758. Desde su retiro redactó sus memorias, convirtiéndose en la primera mujer rusa en publicar una autobiografía. Su azarosa vida y la fluidez de su estilo hicieron del libro un éxito, con lo que se convirtió en una figura popular en su época.